# 豊橋筆
豊橋筆（とよはしふで）は、愛知県豊橋市近郊（田原市・豊川市）などで生産されている筆。主として書道用で、他に日本画用、工芸品用、化粧用など使い方に合わせて何百種類以上もの筆が作られている。生産量では広島県の熊野町の熊野筆についで全国第2位だが、書道家向けの高級筆としての生産量は全国の80%を占めており、年間180万本が全国で販売されている。

## 歴史
- 1804年（文化元年）、三河吉田藩（豊橋藩）の藩主が、京都の職人鈴木甚左衛門を、藩のために筆を作る御用筆匠として迎えたことが始まり。筆の製造は下級武士の副業として取り入れられた。
- 明治初年、芳賀次郎吉が従来の芯巻筆を改良して水筆（現在の毛筆）の製法を広め、その弟子、佐野重作が改良を加え、また多くの弟子を養成するなどして、今日の豊橋筆の基礎を作った。1976年（昭和51年）に経済産業大臣指定伝統的工芸品の指定を受けた。

## 特徴
豊橋筆は他の筆と比べて墨になじみやすく、滑るような書き味が特徴である。これは特殊な技法「練り混ぜ」を使って作ることにより実現した。その手法は穂の長さや太さ、毛の硬さや弾力の違いのある毛を使い分け、水を用いて混ぜ合わせるというものである。選別→毛もみ→寸切り→練り混ぜ→上毛(うわげ)かけ→仕上げ→刻銘(こくめい)という複雑な作業を全て手作業で行っており、書道家など筆の専門家から書き味や品質の良さについて高い評価を得ている。

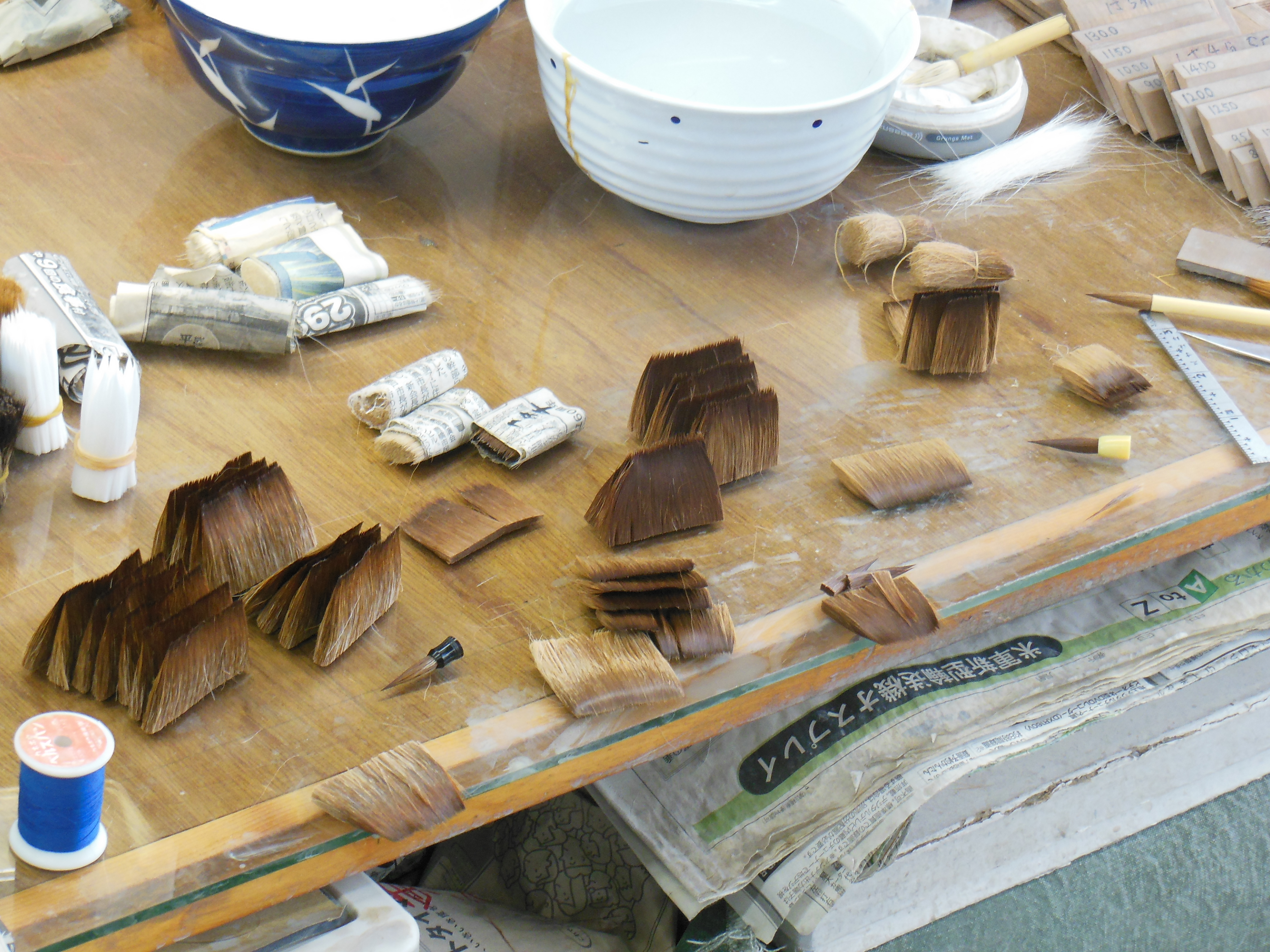
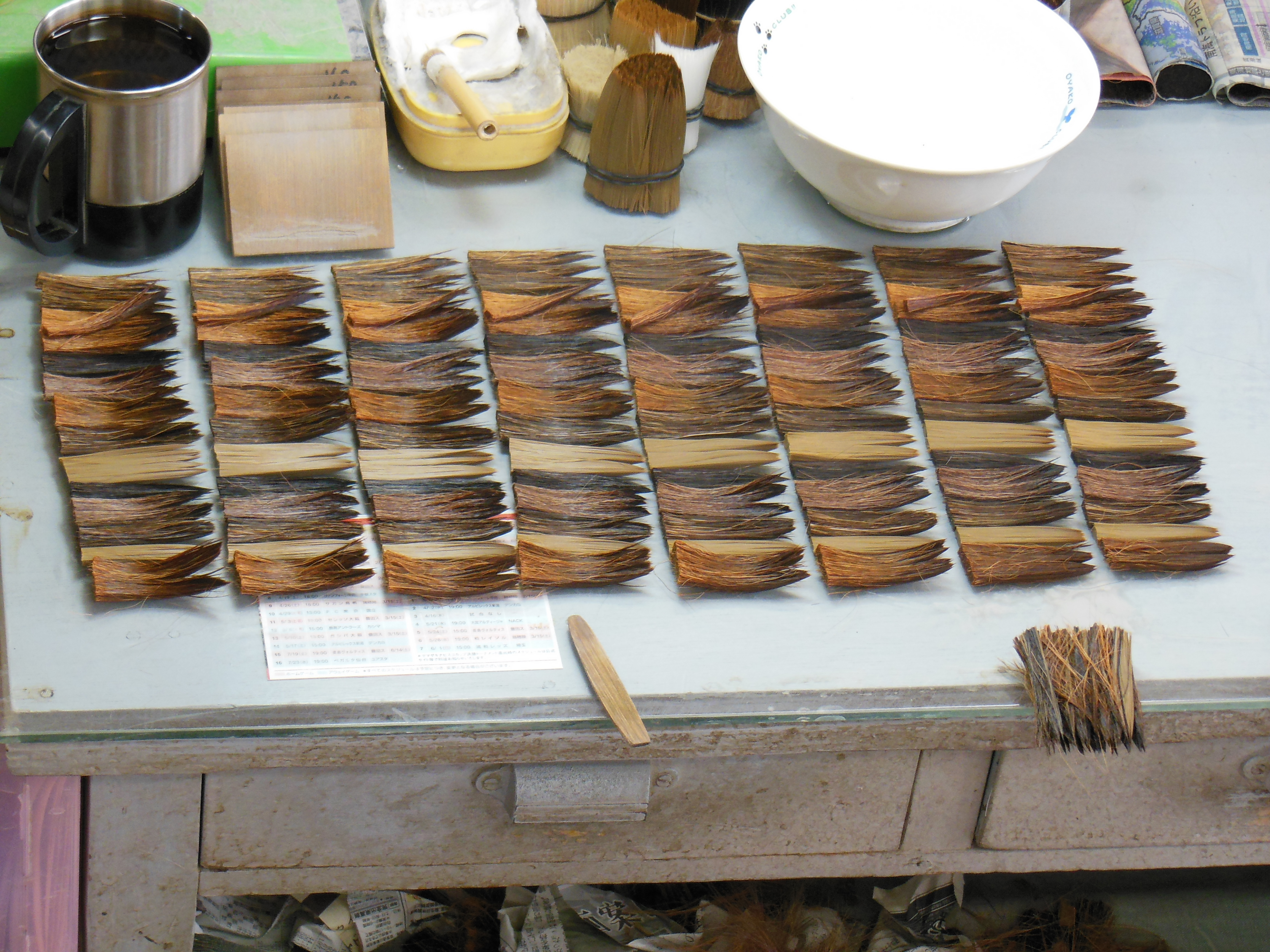
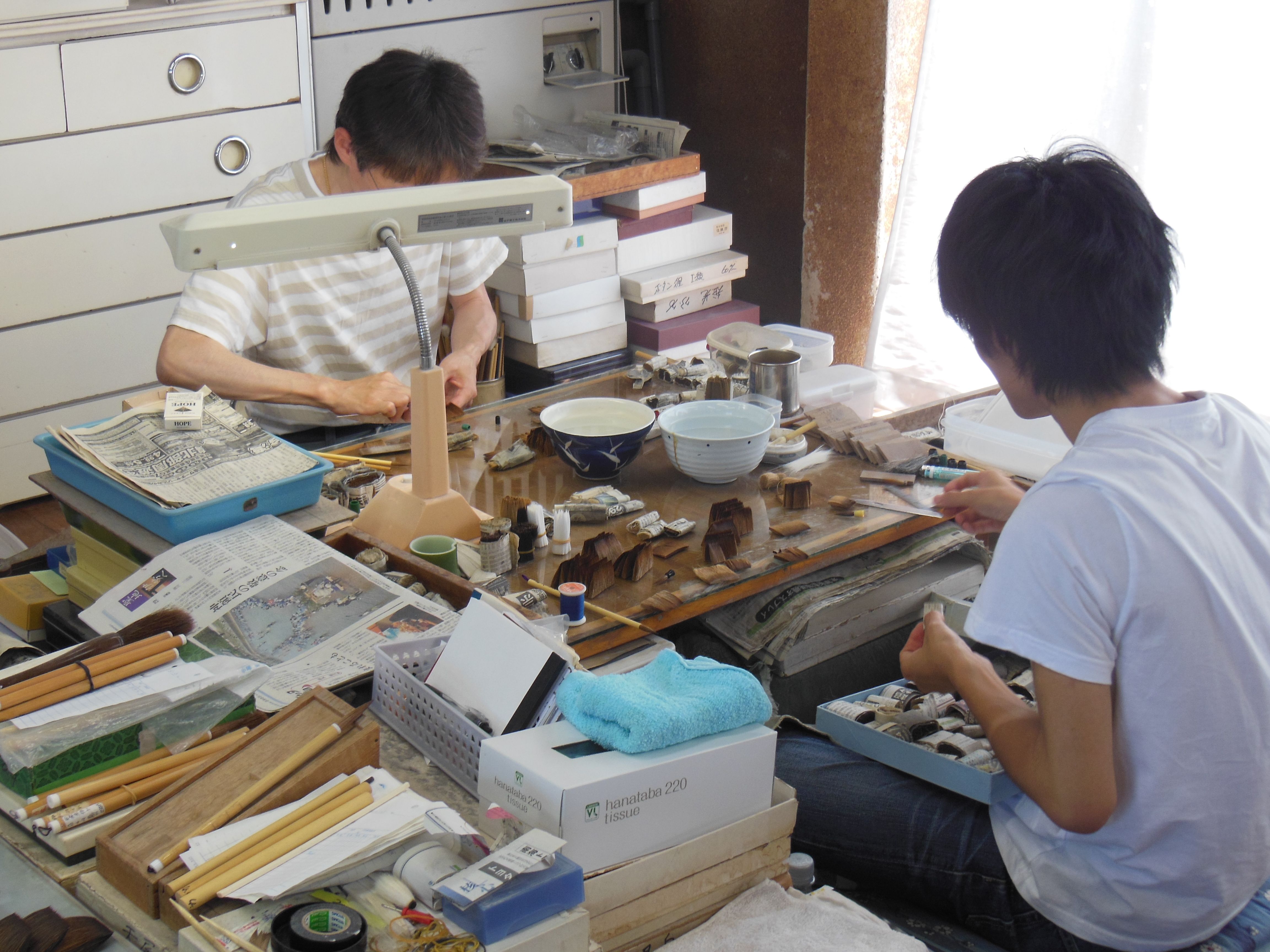
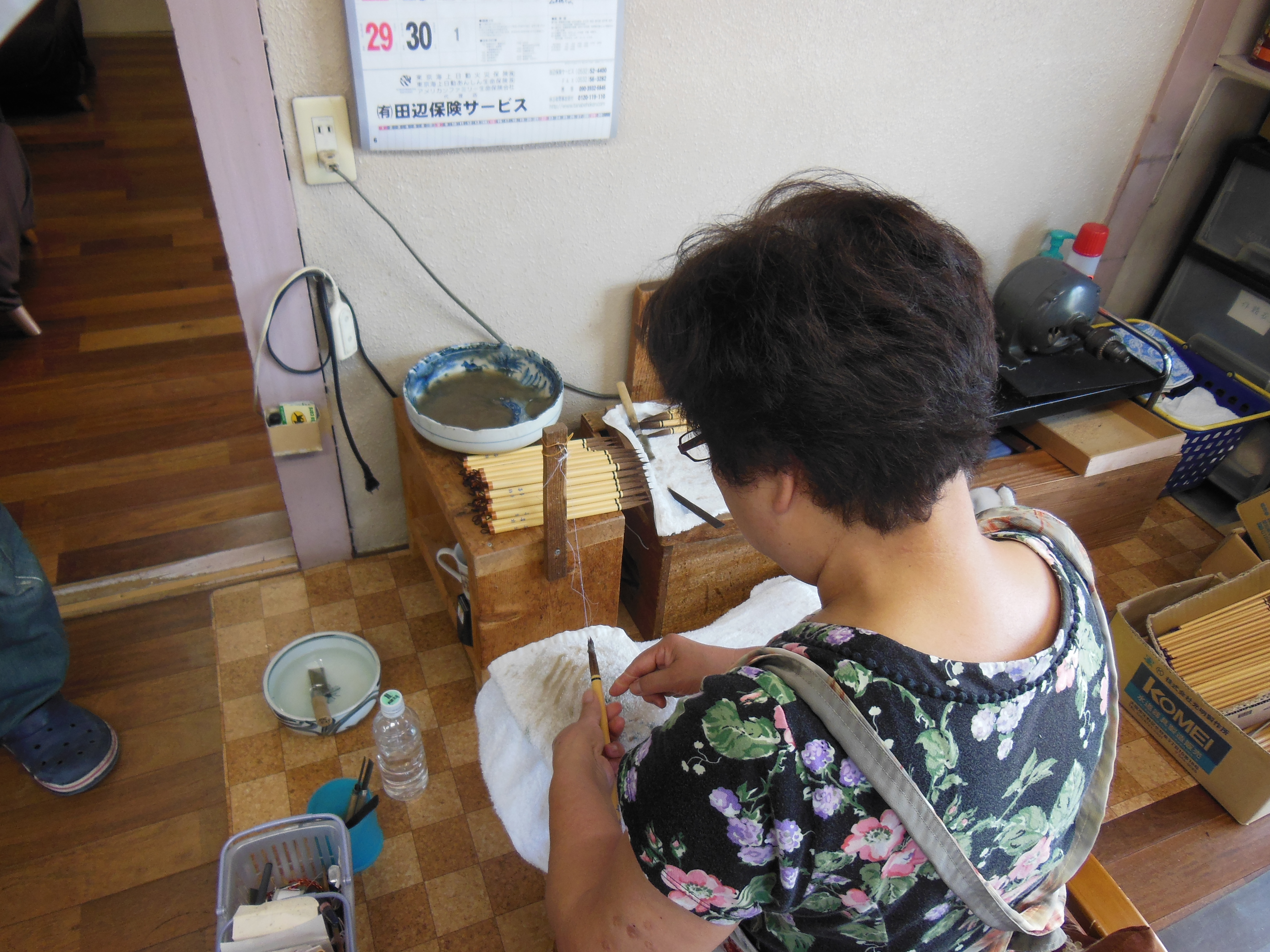